# Pousseaux
Pousseaux település Franciaországban, Nièvre megyében. Lakosainak száma 190 fő (2022. január 1.). Pousseaux Clamecy, Coulanges-sur-Yonne, Lichères-sur-Yonne, Lucy-sur-Yonne és Surgy községekkel határos.

## Népesség
A település népességének változása:
| Lakosok száma | 221  | 201  | 205  | 194  | 200  | 198  | 196  | 193  | 190  |
|               | 2013 | 2015 | 2016 | 2017 | 2018 | 2019 | 2020 | 2021 | 2022 |